# Ligne B du métro de Rotterdam
Pour les articles homonymes, voir Ligne B.
La ligne B du métro de Rotterdam est une ligne du réseau métropolitain de la ville néerlandaise de Rotterdam. Elle relie la station Hoek van Holland Strand à la station Nesselande.
Avant que toutes les lignes de métro rotterdamoises reçoivent leur propre lettre le 13 décembre 2009, la ligne B faisait partie de la ligne Caland (nl) (Calandlijn). Pour la plupart, la ligne B le même itinéraire que la ligne A, après la station Graskruid les deux lignes se séparent. La ligne est conçue comme tramway rapide entre les stations Capelsebrug et De Tochten.

## Tracé et stations

### Liste des stations
|  |   |  | Station                 | Communes desservies | Correspondances |
|  | - |  | ----------------------- | ------------------- | --------------- |
|  | o |  | Nesselande              | Rotterdam           |                 |
|  | • |  | De Tochten              | Rotterdam           |                 |
|  | • |  | Ambachtsland            | Rotterdam           |                 |
|  | • |  | Nieuw Verlaat           | Rotterdam           |                 |
|  | • |  | Hesseplaats             | Rotterdam           |                 |
|  | • |  | Graskruid               | Rotterdam           | A               |
|  | • |  | Alexander               | Rotterdam           | NS              |
|  | • |  | Oosterflank             | Rotterdam           |                 |
|  | • |  | Prinsenlaan             | Rotterdam           |                 |
|  | • |  | Schenkel                | Rotterdam           |                 |
|  | • |  | Capelsebrug             | Rotterdam           | C               |
|  | • |  | Kralingse Zoom          | Rotterdam           |                 |
|  | • |  | Voorschoterlaan         | Rotterdam           |                 |
|  | • |  | Gerdesiaweg             | Rotterdam           |                 |
|  | • |  | Oostplein               | Rotterdam           |                 |
|  | • |  | Blaak                   | Rotterdam           | NS              |
|  | • |  | Bourse (Beurs)          | Rotterdam           | D E             |
|  | • |  | Eendrachtsplein         | Rotterdam           |                 |
|  | • |  | Dijkzigt                | Rotterdam           |                 |
|  | • |  | Coolhaven               | Rotterdam           |                 |
|  | • |  | Delfshaven              | Rotterdam           |                 |
|  | • |  | Marconiplein            | Rotterdam           |                 |
|  | • |  | Schiedam-Centrum        | Schiedam            | NS              |
|  | • |  | Schiedam Nieuwland      | Schiedam            |                 |
|  | • |  | Vlaardingen-Oost        | Vlaardingen         |                 |
|  | • |  | Vlaardingen-Centrum     | Vlaardingen         |                 |
|  | • |  | Vlaardingen-West        | Vlaardingen         | A               |
|  | • |  | Maassluis-Centrum       | Maassluis           |                 |
|  | • |  | Maassluis-West          | Maassluis           |                 |
|  | • |  | Steendijkpolder         | Maassluis           |                 |
|  | o |  | Hoek van Holland-Haven  | Hoek van Holland    | Stena Line      |
|  | o |  | Hoek van Holland-Strand | Hoek van Holland    |                 |

## Projets

### Le rattachement de laHoekse Lijn

Le réseau métropolitain de Rotterdam à partir de 2023 avec le rattachement de la station Hoek van Holland Strand.

La « ligne du Hoek (nl) » (Hoekse Lijn) relie Schiedam à Hoek van Holland. Depuis le 1er avril 2017, elle a été intégralement fermée au trafic ferroviaire des NS, afin de la transformer en ligne de métro, qui constituera un prolongement des lignes A et B à partir de la station de Schiedam-Centre.  La ligne B sera prolongée jusqu'à la plage de Hoek van Holland, en passant par les communes de Flardingue et Maassluis. Le tronçon allant de Schiedam-Centrum à Hoek van Holland Haven ouvrira aux passagers le 30 septembre 2019. La station Hoek van Holland Strand a été ouverte en 2023.